# 阿里·耶尔利卡亚
阿里·耶尔利卡亚（土耳其語：Ali Yerlikaya；1968年10月11日—）是土耳其政治人物，现任内政部部长。耶尔利卡亚也曾担任伊斯坦布尔、加济安泰普省、泰基尔达省等多省省长。

## 早年生活
耶尔利卡亚于1968年10月11日出生于科尼亚省。他于1989年毕业于伊斯坦布尔大学。